# Hystrix pumila
Espèce
Statut de conservation UICN

 VU  : Vulnérable
Le porc-épic des Philippines (Hystrix pumila, aussi appelé Thecurus pumilis), également appelé porc-épic d'Indonésie, appartient au genre Hystrix.
L'espèce est endémique aux forêts pluviales de Palawan, aux Philippines, on le trouve dans la région de Palawan et sur les îles Busuanga.

## Habitat
On retrouve cette espèce dans les forêts primaires et secondaires mais aussi parfois dans les prairies, les garrigues et les zones cultivées.

## Population
C'est une espèce commune aux Philippines, mais sa population est en baisse .

## Menaces
L'espèce est menacée par la déforestation et par la chasse pratiquée par l'homme pour la nourriture.
Aux Philippines, il est parfois commercialisé comme animal de compagnie.